# Trofeo Melinda 2003
Il Trofeo Melinda 2003, dodicesima edizione della corsa, si svolse il 28 agosto 2003 su un percorso di 194 km, con partenza da Malé e arrivo a Fondo. La vittoria fu appannaggio dell'italiano Francesco Casagrande, che completò il percorso in 5h02'27", alla media di 38,486 km/h, precedendo i connazionali Davide Rebellin e Danilo Di Luca.

## Ordine d'arrivo (Top 10)
| Pos. | Corridore            | Squadra                | Tempo    |
| ---- | -------------------- | ---------------------- | -------- |
| 1    | Francesco Casagrande | Lampre                 | 5h02'27" |
| 2    | Davide Rebellin      | Gerolsteiner           | s.t.     |
| 3    | Danilo Di Luca       | Saeco                  | s.t.     |
| 4    | Serhij Hončar        | De Nardi-Colpack       | s.t.     |
| 5    | Mirko Celestino      | Saeco                  | s.t.     |
| 6    | Franco Pellizotti    | Alessio                | a 0'08"  |
| 7    | Rubén Lobato         | Domina Vacanze-Elitron | a 1'55"  |
| 8    | Luca Mazzanti        | Panaria-Fiordo         | a 2'03"  |
| 9    | Gianni Faresin       | Gerolsteiner           | s.t.     |
| 10   | Massimo Giunti       | Domina Vacanze-Elitron | s.t.     |